# Lavignac
Lavignac – miejscowość i gmina we Francji, w regionie Nowa Akwitania, w departamencie Haute-Vienne.
Według danych na rok 1990 gminę zamieszkiwały 133 osoby, a gęstość zaludnienia wynosiła 22 osoby/km² (wśród 747 gmin Limousin Lavignac plasuje się na 486. miejscu pod względem liczby ludności, natomiast pod względem powierzchni na miejscu 633.).